# Craig Parker
Craig Parker, född 12 november 1970 i Suva på Fiji, är en nyzeeländsk skådespelare. 
Parker är mest känd för sin roll som Haldir i filmatiseringen av Sagen om ringen-trilogin och som Bellerophon i Xena – Krigarprinsessan. På senare år har Parker bland annat medverkat i Legend of the Seeker och Spartacus: Blood and Sand.
Under en period var han bosatt i Storbritannien.

## Filmografi
| År        | Titel                           | Roll                      | Noter                                                         |
| --------- | ------------------------------- | ------------------------- | ------------------------------------------------------------- |
| 1987      | Gloss                           | Justin Grieg              | TV-serie                                                      |
| 1992–1996 | Shortland Street                | Guy Warner                | TV-serie                                                      |
| 1993      | The Tommyknockers               | Bartender                 | Film                                                          |
| 1996      | City Life                       | Seth                      | Avsnitt: "1.9" Avsnitt: "1.10"                                |
| 1997      | 2 People                        | Värd                      | TV-serie                                                      |
| 1997      | Xena - Krigarprinsessan         | Prins Sarpedon            | Avsnitt: "For Him the Bell Tolls"                             |
| 1998      | A Soldier's Sweetheart          | Soldat #1                 |                                                               |
| 1998      | Young Hercules                  | Lucius                    | Avsnitt: "Dad Always Liked Me Best" Avsnitt: "Mommy Dearests" |
| 1999      | A Twist in the Tale             | Larry Sharpe              | Avsnitt: "A Crack in Time"                                    |
| 1999      | Xena - Krigarprinsessan         | Cleades                   | Avsnitt: "The Key to the Kingdom"                             |
| 2001      | Xena - Krigarprinsessan         | Bellerophon               | Avsnitt: "To Helicon and Back"                                |
| 2001      | No One Can Hear You             | Henley                    |                                                               |
| 2001      | Sagan om ringen - Härskarringen | Haldir                    |                                                               |
| 2001–2002 | Mercy Peak                      | Alistair Kingsley         | 27 avsnitt                                                    |
| 2002      | Sagan om de två tornen          | Haldir                    |                                                               |
| 2003      | Power Rangers Ninja Storm       | Diverse                   | 10 avsnitt                                                    |
| 2005      | Power Rangers S.P.D.            | Berättare (röst)          | Avsnitt: "Beginnings: Part 1"                                 |
| 2006      | Weekend Lovers                  | Matt                      |                                                               |
| 2007–2008 | Shortland Street                | Guy Warner                | 58 avsnitt                                                    |
| 2008–2010 | Legend of the Seeker            | Darken Rahl               | 25 avsnitt                                                    |
| 2009      | Underworld: Rise of the Lycans  | Sabas                     |                                                               |
| 2009      | Diplomatic Immunity             | Leighton Mills            | 13 avsnitt                                                    |
| 2010–2012 | Spartacus: Blood and Sand       | Gaius Claudius Glaber     | 13 avsnitt                                                    |
| 2010      | Waitangi: What Really Happened  | Freeman                   | Film                                                          |
| 2010      | Radiradirah                     | Prince John               | Avsnitt: "1.5" Avsnitt: "1.8"                                 |
| 2011      | Shackleton's Captain            | Frank Worsley             | Film                                                          |
| 2013      | NCIS: Los Angeles               | Vasile Comescu            | Avsnitt: "Reznikov, N."                                       |
| 2013      | Sleepy Hollow                   | Colonel Banastre Tarleton | Avsnitt: "The Sin Eater"                                      |
| 2014      | NCIS                            | JAG Major Richard Huggins | Avsnitt: "Shooter"                                            |
| 2014–     | Reign                           | Lord Stéphane Narcisse    | Återkommande roll                                             |